# Miroslav Ludwig
Miroslav Ludwig (* 7. dubna 1956 Litoměřice) je český chemik, v letech 2000 až 2006 a opět pak 2010 až 2018 rektor Univerzity Pardubice.

## Životopis
Vystudoval obor organická chemie na pardubické Vysoké škole chemicko-technologické (VŠCHT). Promoval v roce 1980 a o pět let později zde obhájil rovněž svou disertační práci.
V letech 1984-87 působil jako vědecký pracovník ve Společné laboratoři chemie pevných látek VŠCHT v Pardubicích a Československé akademie věd. Od roku 1987 byl odborným asistentem na katedře organické chemie, kde byl v roce 1993 jmenován docentem. V roce 2001 byl jmenován profesorem pro obor Organická chemie. V současnosti působí na Ústavu organické chemie a technologie Fakulty chemicko-technologické. Zabývá se fyzikální organickou chemii, přičemž aktuálně se soustřeďuje na syntézu opticky aktivních sloučenin.
V letech 1996-1997 byl předsedou akademického senátu Univerzity Pardubice. V letech 1997-2000 byl prorektorem pro vnitřní záležitosti a statutárním zástupcem rektora. Následně byl na dvě období zvolen rektorem, kterým byl v letech 2000-2006. V období 2006–2010 byl opět prorektorem univerzity a pro roky 2010–2014 byl potřetí zvolen rektorem univerzity. Funkci rektora zastával do konce ledna 2018.